# Louise Rösler
Pour les articles homonymes, voir Rösler.
Louise Rösler née le 8 octobre 1907 à Berlin, morte le 25 juin 1993 à Hambourg est une artiste allemande.

## Biographie
Son père Waldemar Rösler (de) est peintre de paysage. Sa mère Oda Hardt-Rösler (de) est artiste plasticienne. À partir de 1923, Louise Rösler fréquente l'école d'art privée Hans Hofmann à Munich. De 1925 à 1927, elle poursuit sa formation à l'Université des Beaux-Arts de Berlin sous la direction de Karl Hofer. De 1928 à 1930, elle étudie brièvement à l'Académie de l'Art Moderne auprès de Fernand Léger. Elle part en voyage d'études avec le peintre Walter Kröhnke (de), dans le sud de la France, en Espagne et en Italie. En 1933, elle épouse Walter Kröhnke. Ils s'installent à Berlin. Leur fille Anka naît en 1940.
Avant 1933, Louise Rösler participe aux expositions de la Sécession berlinoise et de l'académie des arts de Berlin sur la Pariser Platz.
En 1938, la Galerie Buchholz organise la première exposition personnelle de Louise Rösler. Il s'agit d'un cycle de paysages urbains de Berlin. Une délégation de la Chambre de la culture du Reich intervient et décroche les tableaux. L'exposition est fermée. Louise Rösler est exclue de la Chambre de la culture du Reich. Il lui est interdit  d'exposer et de se procurer du matériel pour peindre.
En 1939, Walter Kröhnke est enrôlé dans la Wehrmacht. Il est porté disparu en 1944. En 1943, leur atelier de Berlin et une partie de leurs œuvres sont détruites lors d'un bombardement. Louise Rösler est évacuée à Königstein im Taunus.
Louise Rösler revient à Berlin en 1959. Un séjour à Paris en 1968 lui inspire une série de collages dynamiques. Elle intègre des morceaux de papier et de carton, puis plus tard du métal et du plastique, dans ses images, pour leur donner du relief. Elle travaille l'huile, l'aquarelle, le pastel, la gouache, l'encre, le crayon et le crayon de couleur, principalement sur papier. À partir de 1974, elle séjourne à plusieurs reprises dans l'atelier de la guilde des artistes de Cuxhaven où elle crée de nombreuses œuvres sur papier. En 1990, elle reçoit une bourse d'honneur du sénateur berlinois chargé des affaires culturelles. De 1991 à 1993, en raison d'une grave maladie, elle reste à Hambourg avec sa fille Anka Kröhnke (de), artiste plasticienne.
Louise Rösler est membre de l'Association des artistes allemands. À l'été 2024, le musée Giersch de l'université Goethe de Francfort-sur-le-Main lui consacre une rétrospective complète.
Ses œuvres font partie des collections du Städel Museum de Francfort-sur-le-Main, de la Berlinische Galerie, du Sprengel Museum de Hanovre, du Musée Ludwig de Cologne et de l'Atelierhaus Rösler-Kröhnke Museum dans la station balnéaire de la mer Baltique de Kühlungsborn.

## Expositions
- 1951 : Kunsthalle Düsseldorf (avec Walter Kröhnke)
- 1950 et 1953 : Cabinet d'Art de Francfort
- 1959 : Galerie Prestel, Francfort-sur-le-Main
- 1974 : Galerie Günther Franke, Munich
- 1978 : Galerie Seifert-Binder, Munich
- 1979 : Louise Rösler, œuvres des années 1948-1978, Musée Ludwig, Cologne
- 1984 : Nouvelle association artistique berlinoise, Berlin
- 1986 : Association artistique Springhornhof, Neuenkirchen
- 1987 : Kunstverein Unna, Galerie municipale Quakenbrück, Musée caché de Berlin,
- 1988, Une famille d'artistes - trois générations : Waldemar Rösler, Oda Hardt-Rösler, Walter Kröhnke, Louise Rösler, Anka Kröhnke, BATIG Gesellschaft für Beteiligungen, Hambourg, 1988[5]
- 1993 : Louise Rösler, rétrospective : peintures, collages, dessins, aquarelles ; 1925 à 1993, Maison du Waldsee, Berlin[6]
- 2019 : Tableaux et Feuilles, la Galerie Parterre, Berlin[7]
- 2024 : Louise Rösler (1907–1993), Musée Giersch, Francfort-sur-le-Main[4]